# Annales Laureshamenses
De Annales Laureshamenses zijn Karolingische annalen uit de periode 785 tot 803. Deze annalen vormen de belangrijkste historische bron over de kroning van Karel de Grote tot keizer. Ze zijn waarschijnlijk door vier schrijvers samengesteld, waarvan bisschop Richbod van Trier de belangrijkste is
Ze worden tegenwoordig bewaard in de nationale bibliotheek van Oostenrijk. 